# Rose Guns Days
《Rose Guns Days》（非官方译为「玫瑰鸣枪之日」）是日本同人游戏制作社团07th Expansion制作的视觉小说作品。

## 概要
本作故事舞台设定于1947年的日本，时值大日本帝国在第二次世界大战中战败，作者虚构了日本被「中华社会主义共和国联邦」和美国占领后，日本文化受到中国和美国的文化的冲击，日本人因中国人和美国人移民而地位下降的故事背景。作品分为四个篇章，第一个篇章发行于2012年8月11日，最终章发行于2013年12月31日。游戏后来被改编为漫画，由讲谈社和史克威尔艾尼克斯发行。
本作不仅有著名的创作者龙骑士07，还邀请了多位漫画家参与角色设计。此外，本作除了传统视觉小说的游戏特点，还插入了快速反应事件形式的格斗小游戏，这些小游戏不会影响游戏剧情且可以跳过。
MangaGamer预计将在Steam平台发布国际版，届时将加入中文和英文语言选项，画质将提升至高清，并且重新绘制图像。

## 故事情节

#### 序章
1944年4月1日，由于一场巨大灾难，第二次世界大战的日本突然结束。美中联合军出于人道主义考虑，提出无条件停战，日本政府接受了提议。美中两国军队驻扎在遭受重创的日本，迅速推进了重建工作，但也使日本彻底失去了往日的模样。
进入2012年，东京已成为东西方文化交融的城市，据说再过20年，东京将不再有纯粹的日本人。日本人林原树里是香港日报日本分社的唯一日本人，她被日本人同胞会“春风”的名誉总裁、日本黑帮“普里马韦拉”初代首领的天川·珍娜召见，并听到了关于普里马韦拉真正初代首领的隐秘故事。

#### Season 1
1947年，战争结束三年后，退伍归来的雷欧·狮子神帮助了被暴徒袭击的普里马韦拉首领萝丝·灰原。无处可去的雷欧成为了普里马韦拉的保镖。虽然他击退了试图掌控普里马韦拉的阿尔弗雷德家族，但这只是普里马韦拉即将面临的更大考验的开端。

#### Season 2
1948年，萝丝的车撞到了一位少女，虽然她没有生命危险，但却失去了记忆，并自称为“拉普恩策尔”。拉普恩策尔发现照顾她的三人被视为失败者，于是决定带领他们立功赎罪。三人在她的指示下逐渐崭露头角，但拉普恩策尔的记忆中隐藏着重大秘密。

#### Season 3
1949年，普里马韦拉的清理人新卷·艾伦和如月·基斯在事业上崭露头角的同时，也各自陷入了爱情。就在此时，一名男子来到了第23号城市的美军驻地，随后也因此给这座城市带来了前所未有的混乱。

#### Last Season
1950年，普里马韦拉从萝丝手中滑落，沦为暴力组织。回到因普里马韦拉而荒废的第23号城市的雷欧遇到了天川·珍娜，并确信她是唯一能将萝丝从诅咒中解放出来的人。为了让玫瑰重新掌控普里马韦拉，最后一段充满玫瑰与枪火的故事正式展开。

## 角色
雷欧·狮子神（日语：レオ・獅子神）
第一季的主角。乘坐的遣返船被鱼雷击沉后，漂流后因误会滞留海外，直到战争结束三年后才归国。以打架和枪术闻名，几乎无人能敌。性格轻松随和，即使是本应为敌人的阿尔弗雷德和凯勒布也对他抱有好感。他曾派遣到南方战场作战，但很少谈论战争经历。喜欢面食。
萝丝·灰原（日语：ローズ・灰原）
俱乐部“普里马韦拉”的女主人。为人温和公平，不懂得怀疑他人，容易轻信他人。虽然性格不喜欢争斗，但面对轻视女性的人时会毫不犹豫地表现出愤怒。她是希腊人，但由于受到深爱日本的父亲的影响，对日本民族和文化有着深厚的感情。
理查德·舞扇（日语：リチャード・舞扇）
“普里马韦拉”的参谋兼财务主管，是俱乐部实际运营的领导者。他扮演着冷酷的放贷人角色，却实则不擅言语威胁。理查德对金钱十分严格，连路上的一分钱都不会放过。
韦恩·上寺（日语：ウェイン・上寺）
“普里马韦拉”的保镖。曾无处可去，被罗丝收留后对她宣誓效忠。他因暴躁凶狠而被称为“疯狗韦恩”。成长于街头巷尾，照顾与他有类似背景的人，并时常利用他们的情报网。他有时表现出孩子气，经常被斯特拉调侃。
赛拉斯·斋村（日语：サイラス・斎村）
理查德的老友兼保镖。是一位从战场归来的勇猛战士，曾在战地被称为“鬼军曹”，善于统领凶悍之士。外表虽然强悍，但实际上泡茶技艺高超。
史黛拉·舞扇（日语：ステラ・舞扇）
理查德的妹妹，也是“普里马韦拉”的头牌。由于酒品不好，店里只喝果汁。私生活十分邋遢，甚至让她的哥哥都感到无奈。在“普里玛维拉”成立之前，斯特拉曾是夜间女派系的领袖，与其他派系的领袖梅里尔和阿曼达对立。
梅丽尔·田无（日语：メリル・田無）
与斯特拉齐名的俱乐部“普里马韦拉”招牌女郎。她是个豪放的酒豪，尽管是女性，但在打架和枪战等粗暴事件中同样毫不逊色。她和斯特拉经常吵架，但彼此心中互相认可。
巴特勒大尉（日语：バトラー大尉）
驻留美军的上尉，是23号市治安部门的现场负责人。为了执行任务，他与黑手党进行交易，并向军队高层行贿。他是“普里玛维拉”的常客，对23号市的地下世界十分了解，并因此与俱乐部有许多合作。
李梅九（日语：李 梅九）
22号市的中国黑帮“金龙会”的干部，负责管理23号市的金龙会地盘（唐人街）。他拥有通过华人网络建立的强大情报系统，与理查德有着长期的业务往来，是旧识。李梅九的肩上常年坐着一只名为“花花”的鬣蜥，绰号“黑龙之李”。
阿曼达·雨宫（日语：アマンダ・雨宮）
曾经是俱乐部“普里马韦拉”的头号红人。本该由她担任俱乐部的女主人，但由于种种原因，最终由罗丝接任。如果有人说她年纪大，她会微笑着不小心开枪走火。
敬礼寺·宗平（日语：敬礼寺 宗平）
复员军人，曾是军官。他是居酒屋“野武士”的常客，在这里与雷欧结识。私底下，他讨厌使用外来词汇的名字，并且是困难中的复员军人的组织者。
米格尔·仓敷（日语：ミゲル・倉敷）
复员军人，是敬礼寺部队的幸存者。在当时的23号市中，他被认为仅次于阿尔弗雷德的危险人物。他喜欢穿着奇特的服饰。
克罗蒂亚·黑崎（日语：クローディア・黒崎）
俱乐部“普里马韦拉”的员工之一。她的梦想是攒够钱开一家属于自己的店铺。
阿尔弗雷德·赤城（日语：アルフレッド・赤城）
当时23号市最危险的男人。原本是美国黑帮的职业杀手，后来杀死了自己的老板们并接管了组织。他的绰号是“疯狂的阿尔弗雷德”。
林原 树里（日语：林原 樹里）
大型报社“香港日报东京支社”的新晋记者，也是唯一的纯日本人。她精通中文、日文、英文和法文，是一位才女。
珍妮夫人（日语：マダム・ジャンヌ）
日本人同胞会“春风”的名誉总裁，同时也是日本黑帮“普里马韦拉”的女主人。故事主要以她向记者林原树里讲述罗丝经历的形式展开。

### 第二季
拉普泽尔（日语：ラプンツェル）
Season 2的主人公。她是一名在逃避人贩子时被罗丝的车撞倒后失忆的少女。由于她的长发，大家给她取名为“拉普恩采尔”，昵称“采尔”。
奥利弗·织部（日语：オリバー・織部）
成长于街头的小男孩，崇拜韦恩。由于急于表现，几次搞砸任务而被排挤。他和查尔斯、妮娜一起生活。后来韦恩命令他负责照顾采尔。
查尔斯·茶谷（日语：チャールズ・茶谷）
与奥利弗一样，查尔斯也是崇拜韦恩的街头少年。他是一名天才扒手，但被韦恩禁止继续从事偷窃。他非常喜欢唐人街的肉包子。
妮娜·蜷木（日语：ニーナ・蜷木）
一名经常与顾客发生争执，因而不适合做夜间工作的少女。擅长使用弹弓，并说着不知来自哪里的方言。
王元洪（日语：王 元洪）
“金龙会”的干部。他钟爱手表，并拥有大量的手表收藏。曾与李梅九是师徒关系，但由于派系不同，如今两人处于对立状态。
小兰
李梅九培养的密探。曾因喉部疾病而说话声音微弱。喜欢吃月饼。
上寺顾问（日语：上寺相談役）
这是韦恩・上寺的现今身份。他现为日本人同胞会的顾问，是珍妮夫人的得力助手。

### 第三季
阿兰·新卷（日语：アラン・新巻）
Season 3的主人公。表面上是一名打手，实际上是组织“巴塔利安”中的一位技术高超的清理人员。他性格开朗，经常说冷笑话，但除了基斯以外，其他人对他的玩笑并不买账。
基斯·如月（日语：キース・如月）
阿兰・新卷的搭档，拥有猎人血统的天才狙击手。他总是穿着厚重的衣物。
雪
阿兰的女友。她是一个富家千金，曾在英国长期留学，因此对日本的某些事物有些陌生。
孙子龙（日语：孫 子龍）
金龙会前任首领孙紫龙的儿子。由于年轻，他尚未被认可为金龙会的首领。子龙非常聪慧深思，是李梅九宣誓效忠的对象。
加百列·镝谷（日语：ガブリエル・鏑谷）
一名负责组织犯罪对策的特命少校。
上寺 虎继（日语：上寺 虎継）
韦恩・上寺的孙子。他与年轻时的韦恩长得十分相似，但性格完全不同。虎继非常喜欢玩社交游戏。

### 第四季
莫里斯・物部（日语：モーリス・物部）
武斗派组织“巴塔利安”的领袖，赛拉斯・斋村最得力的部下。
詹姆斯・富竹（日语：ジェームズ・富竹）
赌场“Rich Bamboo”的领袖，是一位头脑敏锐的黑帮人物。曾在暗黑街上与凯勒布和阿尔弗雷德并驾齐驱，成为23号市的第三大势力。
珍妮・天川（日语：ジャンヌ・天川）
1950年的珍妮。那时她是一名面包店的售货员。
特基拉・的场（日语：テキーラ・的場）
“普里玛维拉”的成员，曾对曙商店街进行骚扰。

## 制作人员
角色设计
赤井ヒガサ、鈴木次郎、宗一郎、髙木勇志、夏西七、蜷川ヤエコ、桃山ひなせ、竜騎士07
Logo设计
中川ユウヰチ
开场视频设计
yo-yu
音乐
dai、M.Zakky、pre-holder、ラック眼力、六弦アリス、Funczion SOUNDS、xaki、本木咲黒、劇情テノール
编剧
竜騎士07
制作
07th Expansion

## 制作与发行
《Rose Guns Days》是07th Expansion继《寒蝉鸣泣之时》、《海猫鸣泣之时》和《彼岸花綻放之夜》之后所开发的第四部视觉小说，剧本由核心成员龙骑士07执笔，人物角色的设计与绘制由鈴木次郎、宗一郎等负责，龙骑士07也有参与其中。游戏中的背景图则是采用了经过图像处理技术处理过的现实拍摄的照片。游戏中使用的配乐则由Dai、M.Zakky、pre-holder等创作，参与音乐创作的除了一些同人音乐制作人和社团外，也有一些职业音乐制作人和制作团队。
游戏的第一个篇章于2012年8月11日首次发行于第82届Comic Market，第二个篇章于2012年12月31日首次发行于第83届Comic Market，第三个篇章于2013年8月10日首次发行于第84届Comic Market，第四个篇章也就是游戏的最终章于2013年12月31日首次发行于第85届Comic Market。历时连续四届Comic Market发布的共四季游戏采用NScripter作为游戏引擎，运行于Microsoft Windows平台上。
2012年11月9日，游戏的第一个篇章被移植到iOS平台上，同时上架的还有名为《Rose Guns Days Lite》的游戏免费试玩版，试玩版仅包含第一章的开头部分情节，2012年12月13日，安卓版本的游戏第一章及游戏试玩版在Google Play上架。
2014年2月7日，游戏发行商MangaGamer获得了07th Expansion的授权，发行日文原版的共四章游戏，但未发行英文翻译版本，仅是提供了一个方便日本以外的玩家合法购买《Rose Guns Days》的途径，玩家只能使用非官方翻译补丁来游玩翻译后的游戏。2015年3月26日，MangaGamer与07th Expansion的授权条款到期，所以下架了《Rose Guns Days》等游戏，之前已经购买了游戏的玩家不会受到影响，游戏仍然在库存中，但新玩家无法进行购买。MangaGamer表示会争取重新向07th Expansion取得《Rose Guns Days》等游戏的授权，但至今仍未取得。

## 漫画
《Rose Guns Days》有漫画改编并在史克威尔艾尼克斯和讲谈社旗下的漫画杂志上连载，并有单行本出版。面向北美地区的英文翻译版本由Yen Press代理出版。至今暂无官方中文化翻译版本。
| 篇章 | 標題                              | 画师       | 连载杂志         | 连载日期                   | 单行本 | 单行本                 | 单行本         |
| 篇章 | 標題                              | 画师       | 连载杂志         | 连载日期                   | 卷数   | ISBN                   | 发行日期       |
| ---- | --------------------------------- | ---------- | ---------------- | -------------------------- | ------ | ---------------------- | -------------- |
| 1    | ROSE GUNS DAYS Season 1           | 宗一郎     | 月刊GANGAN JOKER | 2012年9月—2014年3月        | 1      | ISBN 978-4-7575-3832-0 | 2012年12月22日 |
| 1    | ROSE GUNS DAYS Season 1           | 宗一郎     | 月刊GANGAN JOKER | 2012年9月—2014年3月        | 2      | ISBN 978-4-7575-3943-3 | 2013年8月22日  |
| 1    | ROSE GUNS DAYS Season 1           | 宗一郎     | 月刊GANGAN JOKER | 2012年9月—2014年3月        | 3      | ISBN 978-4-7575-4177-1 | 2013年12月21日 |
| 1    | ROSE GUNS DAYS Season 1           | 宗一郎     | 月刊GANGAN JOKER | 2012年9月—2014年3月        | 4      | ISBN 978-4-7575-4275-4 | 2014年4月22日  |
| 2    | ROSE GUNS DAYS Season 2           | 夏西七     | 月刊GFantasy     | 2013年2月—2014年3月        | 1      | ISBN 978-4-7575-4047-7 | 2013年8月22日  |
| 2    | ROSE GUNS DAYS Season 2           | 夏西七     | 月刊GFantasy     | 2013年2月—2014年3月        | 2      | ISBN 978-4-7575-4178-8 | 2013年12月21日 |
| 2    | ROSE GUNS DAYS Season 2           | 夏西七     | 月刊GFantasy     | 2013年2月—2014年3月        | 3      | ISBN 978-4-7575-4302-7 | 2014年4月22日  |
| 3    | ROSE GUNS DAYS Season 3           | 大村陽     | Gangan Online    | 2013年9月19日—2015年3月5日 | 1      | ISBN 978-4-7575-4276-1 | 2014年4月22日  |
| 3    | ROSE GUNS DAYS Season 3           | 大村陽     | Gangan Online    | 2013年9月19日—2015年3月5日 | 2      | ISBN 978-4-7575-4498-7 | 2014年12月22日 |
| 3    | ROSE GUNS DAYS Season 3           | 大村陽     | Gangan Online    | 2013年9月19日—2015年3月5日 | 3      | ISBN 978-4-7575-4610-3 | 2015年4月22日  |
| 4    | ROSE GUNS DAYS Last Season        | 座紀光倫   | 月刊BIG GANGAN   | 2014年5月—2015年7月        | 1      | ISBN 978-4-7575-4720-9 | 2015年8月22日  |
| 4    | ROSE GUNS DAYS Last Season        | 座紀光倫   | 月刊BIG GANGAN   | 2014年5月—2015年7月        | 2      | ISBN 978-4-7575-4721-6 | 2015年8月22日  |
| 前传 | ROSE GUNS DAYS 復讐は黄金の香り   | 蓮乗寺メイ | 月刊少年天狼星   | 2013年6月—2014年6月        | 1      | ISBN 978-4-7575-4048-4 | 2013年8月22日  |
| 前传 | ROSE GUNS DAYS 復讐は黄金の香り   | 蓮乗寺メイ | 月刊少年天狼星   | 2013年6月—2014年6月        | 2      | ISBN 978-4-7575-4179-5 | 2013年12月21日 |
| 番外 | ROSE GUNS DAYS 哀愁のクロスナイフ | 髙木勇志   | 月刊BIG GANGAN   | 2013年1月—2013年11月       | 1      | ISBN 978-4-06-376433-8 | 2013年11月8日  |
| 番外 | ROSE GUNS DAYS 哀愁のクロスナイフ | 髙木勇志   | 月刊BIG GANGAN   | 2013年1月—2013年11月       | 2      | ISBN 978-4-06-376468-0 | 2014年7月9日   |

## 小说
小说版本由深見真改编，其中打斗情节的描写也是由其执笔。插画画师为serori。
| 标题                          | ISBN                   | 发行日期       |
| ----------------------------- | ---------------------- | -------------- |
| ROSE GUNS DAYS Season 1（上） | ISBN 978-4-06-138877-2 | 2013年11月15日 |
| ROSE GUNS DAYS Season 1（下） | ISBN 978-4-06-139901-3 | 2014年7月16日  |

## 舞台剧
| 篇章 | 剧名                                                                     | 演出地点               | 演出日期            |
| ---- | ------------------------------------------------------------------------ | ---------------------- | ------------------- |
| 1    | 進戯団 夢命クラシックス×07th Expansion vol.2 ROSE GUNS DAYS-season1-     | 俳優座劇場             | 2016年9月21日—25日  |
| 2    | 進戯団 夢命クラシックス×07th Expansion vol.3 ROSE GUNS DAYS-season2-     | ラゾーナ川崎プラザソル | 2017年12月6日—10日  |
| 3    | 進戯団 夢命クラシックス×07th Expansion vol.4 ROSE GUNS DAYS-Season3-     | Theatre sunmall        | 2018年3月7日—31日   |
| 4    | 進戯団 夢命クラシックス×07th Expansion vol.5 ROSE GUNS DAYS-Last Season- | Theatre sunmall        | 2018年12月28日—31日 |